# 17163 Vasifedoseev
17163 Vasifedoseev (1999 LT19) là một tiểu hành tinh vành đai chính được phát hiện ngày 9 tháng 6 năm 1999 bởi nhóm nghiên cứu tiểu hành tinh gần Trái Đất phòng thí nghiệm Lincoln ở Socorro.
Tênd for Vasily Fedoseyev (Василий Федосеев) in recognition of achievements ở Giải thưởng Khoa học và Kỹ thuật Intel.